# Globoturborotalita
Globoturborotalita, en ocasiones erróneamente denominado Globoturborotalia, es un género de foraminífero planctónico de la subfamilia Globigerininae, de la familia Globigerinidae, de la superfamilia Globigerinoidea, del suborden Globigerinina y del orden Globigerinida. Su especie tipo es Globigerina rubescens. Su rango cronoestratigráfico abarca desde el Piacenziense (Plioceno superior) hasta la Actualidad.

## Descripción
Globoturborotalita incluye especies con conchas trocoespiraladas, globigeriniformes, de trocospira baja; sus cámaras son globulares, creciendo en tamaño de manera rápida; sus suturas intercamerales son incididas y rectas o curvadas; su contorno ecuatorial es subcuadrado y lobulado; su periferia es redondeada; su ombligo es moderadamente amplio; su abertura principal era interiomarginal, umbilical (intraumbilical), con forma de arco pequeño o amplio, y rodeada por un labio; presentan pared calcítica hialina, macroperforada con poros en copa (tamaño de poro aproximadamente de 5 µm), y superficie fuertemente reticulada, y espinosa, con espinas largas de sección circular (y que dejan bases de espinas al morir).

## Discusión
Algunos autores consideran que Zeaglobigerina es un sinónimo subjetivo posterior de Globoturborotalita. Sin embargo, a diferencia de Globoturborotalita, Zeaglobigerina fue descrita con superficie reticulada pero no espinosa (sin base de espinas), aunque la ausencia de espinas en este género no ha sido confirmada. No obstante, teniendo en cuenta algunas hipótesis filogenéticas, Zeaglobigerina podría ser útil para agrupar a todas las especies de Globoturborotalita descendientes de la especie woodi, como connecta, parawoodi, apertura, nepenthes, rubescens, decoraperta, tenella, kennetti, o bollii (aunque estas tres últimas, a falta de una asignación genérica, suelen estar incluidas en el género Globigerinoides s.l. por presentar aberturas suplementarias). No obstante, hay que tener en cuenta que la especie tipo de Globoturborotalita es rubescens, que es el final del linaje de woodi, por lo que el género Zeaglobigerina no parece tener cabida.

## Ecología y Paleoecología
Globoturborotalita incluía especies con un modo de vida planctónico, de distribución latitudinal subtropical a templada, y habitantes pelágicos de aguas superficiales (medio nerítico y epipelágico).

## Clasificación
Globoturborotalita incluye a las siguientes especies:
- Globoturborotalita barbula
- Globoturborotalita bassriverensis
- Globoturborotalita brazieri
- Globoturborotalita cancellata
- Globoturborotalita eolabiacrassata
- Globoturborotalita gnaucki
- Globoturborotalita labiacrassata
- Globoturborotalita martini
- Globoturborotalita ouachitaensis
- Globoturborotalita occlusa
- Globoturborotalita paracancellata
- Globoturborotalita pseudopraebulloides
- Globoturborotalita rubescens

Otras especies consideradas en Globoturborotalita son:
- Globoturborotalita apertura, también considerada como Zeaglobigerina apertura
- Globoturborotalita connecta, también considerada como Zeaglobigerina connecta
- Globoturborotalita decorata
- Globoturborotalita decoraperta, también considerada como Zeaglobigerina decoraperta
- Globoturborotalita druryi, también considerada como Zeaglobigerina druryi
- Globoturborotalita rubescens, también considerada como Zeaglobigerina rubescens
- Globoturborotalita woodi, también considerada como Zeaglobigerina woodi
  - Globoturborotalita woodi connecta, también considerada como Zeaglobigerina connecta